# Rubens (ur. 2001)
Rubens Antonio Dias (ur. 21 czerwca 2001 w Tumiritindze) – brazylijski piłkarz występujący na pozycji lewego obrońcy, od 2021 roku zawodnik Atlético Mineiro.